# Sortowanie bąbelkowe

Wizualizacja sortowania bąbelkowego

Sortowanie bąbelkowe (ang. bubble sort) – prosta metoda sortowania o złożoności czasowej {\displaystyle O(n^{2})} i pamięciowej {\displaystyle O(1).}
Polega na porównywaniu dwóch kolejnych elementów i zamianie ich kolejności, jeżeli zaburza ona porządek, w jakim się sortuje tablicę. Sortowanie kończy się, gdy podczas kolejnego przejścia nie dokonano żadnej zmiany.

## Dowód matematyczny
Algorytm opiera się na zasadzie maksimum, tj. każda liczba jest mniejsza lub równa od liczby maksymalnej. Porównując kolejno liczby, można wyznaczyć największą z nich. Następnie ciąg częściowo posortowany (mający liczbę maksymalną) można skrócić o tę liczbę i ponowić szukanie maksimum, już bez elementów odrzuconych i tak długo, aż zostanie nam jeden element. Otrzymane kolejne maksima są coraz mniejsze, przez co ciąg jest uporządkowany.

## Złożoność obliczeniowa

Przykład działania

Algorytm wykonuje {\displaystyle n-1} przejść, a w każdym przejściu wykonuje {\displaystyle n-k} porównań (gdzie {\displaystyle k=1,2\dots n-1} to numer przejścia), przez co jego teoretyczna złożoność czasowa wynosi {\displaystyle O(n^{2}).} W podstawowej wersji algorytmu nie można tego czasu skrócić, a każda permutacja powoduje, że algorytm jest wykonywany w czasie pesymistycznym.

### Modyfikacje powodujące ulepszenie czasu
Algorytm można rozbudować tak, by czas optymistyczny był lepszy. Najłatwiejsze jest dodanie flagi informującej, czy w danej iteracji doszło do zmiany. Flaga jest zerowana na wejściu w przebiegu pętli, w przypadku natrafienia na zmianę jest podnoszona, a po wykonaniu przejścia sprawdzana. Jeśli nie było zmian, to sortowanie jest zakończone. Modyfikacja ta wprawdzie wydłuża czas wykonania jednego przejścia przez pętlę (gdyż trzeba wyzerować flagę, podnieść ją i sprawdzić), jednakże w wariancie optymistycznym (ciąg częściowo posortowany) może zaoszczędzić iteracji, przez co algorytm będzie działać szybciej.

## Przykład działania
Ciąg wejściowy {\displaystyle [4,2,5,1,7].} Każdy wiersz symbolizuje wypchnięcie kolejnego największego elementu na koniec („wypłynięcie największego bąbelka”). Niebieskim kolorem oznaczono końcówkę ciągu już posortowanego.
{\displaystyle [\underbrace {\color {Red}4,2} _{4>2},5,1,7]\to [2,\underbrace {\color {OliveGreen}4,5} _{4<5},1,7]\to [2,4,\underbrace {\color {Red}5,1} _{5>1},7]\to [2,4,1,\underbrace {\color {OliveGreen}5,7} _{5<7}]}
{\displaystyle [\underbrace {\color {OliveGreen}2,4} _{2<4},1,5,{\color {Blue}7}]\to [2,\underbrace {\color {Red}4,1} _{4>1},5,{\color {Blue}7}]\to [2,1,\underbrace {\color {OliveGreen}4,5} _{4<5},{\color {Blue}7}]}
{\displaystyle [\underbrace {\color {Red}2,1} _{2>1},4,{\color {Blue}5},{\color {Blue}7}]\to [1,\underbrace {\color {OliveGreen}2,4} _{2<4},{\color {Blue}5},{\color {Blue}7}]}
{\displaystyle [\underbrace {\color {OliveGreen}1,2} _{1<2},{\color {Blue}4},{\color {Blue}5},{\color {Blue}7}]}

## Implementacja
Poniżej zaimplementowano algorytm sortowania bąbelkowego w C++ oraz w Pythonie. W przykładzie w C++ zmienna n przekazuje rozmiar tablicy, a w obu przykładach elementy tablicy numerowane są od 0 do n - 1.

### C++
```
#include
 
<iostream>

#include
 
<algorithm>

void
 
bubble_sort
(
int
 
tab
[],
 
int
 
n
)
 
{

    
for
 
(
int
 
i
 
=
 
0
;
 
i
 
<
 
n
 
-
 
1
;
 
++
i
)
 
{

        
for
 
(
int
 
j
 
=
 
0
;
 
j
 
<
 
n
 
-
 
i
 
-
 
1
;
 
++
j
)
 
{

            
if
 
(
tab
[
j
]
 
>
 
tab
[
j
 
+
 
1
])
 
{

                
std
::
swap
(
tab
[
j
],
 
tab
[
j
 
+
 
1
]);

            
}

        
}

    
}

}

int
 
main
()
 
{

    
int
 
tab
[]
 
=
 
{
64
,
 
34
,
 
25
,
 
12
,
 
22
,
 
11
,
 
90
};

    
int
 
n
 
=
 
sizeof
(
tab
)
 
/
 
sizeof
(
tab
[
0
]);

    
bubble_sort
(
tab
,
 
n
);

    
for
 
(
int
 
i
 
=
 
0
;
 
i
 
<
 
n
;
 
++
i
)
 
{

        
std
::
cout
 
<<
 
tab
[
i
]
 
<<
 
" "
;

    
}

    
std
::
cout
 
<<
 
"
\n
"
;

    
return
 
0
;

}

```

### Python
```
def
 
bubble_sort
(
lista
):

    
n
 
=
 
len
(
lista
)

    
for
 
i
 
in
 
range
(
n
):

        
for
 
j
 
in
 
range
(
n
 
-
 
i
 
-
 
1
):

            
if
 
lista
[
j
]
 
>
 
lista
[
j
 
+
 
1
]:

                
lista
[
j
],
 
lista
[
j
 
+
 
1
]
 
=
 
lista
[
j
 
+
 
1
],
 
lista
[
j
]

lista
 
=
 
[
64
,
 
34
,
 
25
,
 
12
,
 
22
,
 
11
,
 
90
]

bubble_sort
(
lista
)

for
 
i
 
in
 
lista
:

    
print
(
i
,
 
end
 
=
 
" "
)

print
()

```

- Zobacz przykłady implementacji tego algorytmu na stronie Wikibooks.